# Абу Джафар ат-Тахави
Абу Джа‘фа́р Ахма́д ибн Муха́ммад ат-Тахави́ (араб. أبو جعفر أحمد بن محمد الطحاوي‎; 843/853, Таха — 935, Египет) — известный мусульманский суннитский учёный, один из авторитетов ханафитского мазхаба. Также известен как Имам ат-Тахави (араб. الإمام الطحاوي‎).

## Биография
Его полное имя: Абу Джа‘фар Ахмад ибн Мухаммад ибн Саляма ибн ‘Абду-ль-Малик аль-Азди аль-Хаджари аль-Мисри. Он рос в набожной и религиозно образованной семье. Отец его был знатоком арабской поэзии, а мать посещала уроки самого имама аш-Шафии. А его дядя — Исмаил ибн Яхъя аль-Музани был в числе ведущих последователей имама аш-Шафии и распространителем его мазхаба.
Ат-Тахави являлся современником многих известных учёных того периода, в том числе авторов авторитетных сборников хадисов, а также был передатчиком хадисов. Достигнув возраста двадцати лет, ат-Тахави оставляет шафиитский мазхаб и становится ханафитом. Когда Мухаммад ибн Ахмад аш-Шурути спросил его: «Почему ты отказался от мазхаба своего дяди и выбрал мазхаб Абу Ханифы?», он ответил: «Я видел, как мой дядя постоянно обращался к книгам Абу Ханифы, поэтому и я последовал его мазхабу».
Однако его приверженность мазхабу Абу Ханифы не делала его беспрекословным последователем и приверженцем таклида. Ибн Зулак передал слова сына ат-Тахави Абуль-Хасана Али ибн Джафара ат-Тахави о его отце:

Я слышал от своего отца, сказавшего, упомянув достоинства Абу Убейды бин Харбавейха и его знание фикха: "Мы спорили с ним по некоторым вопросам, и вот однажды, когда я ответил ему на один из них, он сказал мне, что это не соответствует мнению Абу Ханифы. Я ответил ему: «О казый, неужели я должен повторять всё, что сказал Абу Ханифа?», и он сказал мне: «Я считал тебя всего лишь его слепым последователем». Я ответил: «Слепо следуют только фанатики», и он добавил: «Или тупицы». В дальнейшем это высказывание настолько распространилось в Египте, что превратилось в притчу, которую запомнили люди.

Ат-Тахави умер в Египте, в ночь на четверг в начале месяца Зуль-када и был похоронен на кладбище Бану Ашаас.

## Слова других мусульманских учёных о нём
Абуль-Фарадж ибн аль-Джаузи в книге «аль-Мунтазам» (т. 6, стр. 250) говорит: «Он обладал проницательностью и умом, знанием фикха, был достойным доверия в передаче хадисов, красиво сложен, и все говорили о его достоинствах, правдивости, довольстве малым и скромности».
Ибн Касир в «Аль-Бидая ва-н-нихая» (т. 11, стр. 187) говорит о нём: «Факих ханафитского мазхаба, автор ряда полезных произведений, один из точнейших передатчиков хадисов, обладал исключительной памятью».
Ас-Суюти в «Табакат аль-хуффаз» (стр. 337) пишет: «Имам, авторитетный учёный и знаток хадисов, автор уникальных трудов, факих, подобных которому больше не было».